# Arancione

L'arancione (usata anche la forma arancio) è uno dei colori dello spettro percepibile dall'occhio umano, classificato come "colore caldo".
Si trova tra il rosso e il giallo e ha una lunghezza d'onda di circa 590-625 nanometri.
Un fascio di luce arancione può avere uno spettro non monocromatico, in quanto si può ottenere, ad esempio, per sintesi additiva di verde e rosso, o per sintesi sottrattiva di magenta e giallo.

## Etimologia
L'arancione è il colore del frutto dell'arancio da cui ha preso il nome. Nelle lingue europee, prima dell'introduzione nel continente di questo frutto, avvenuta tra il X secolo e l'XI secolo, non vi era una parola che definisse tale colore né una nozione precisa di esso, che veniva spesso considerato rosso. Per questo motivo sono rimaste nell'uso locuzioni come "pesci rossi", "gatti rossi", "capelli rossi", nonostante questi appaiano arancioni.

## In natura
Alcuni minerali che possono assumere colorazione arancione sono la calcite e l'opale.

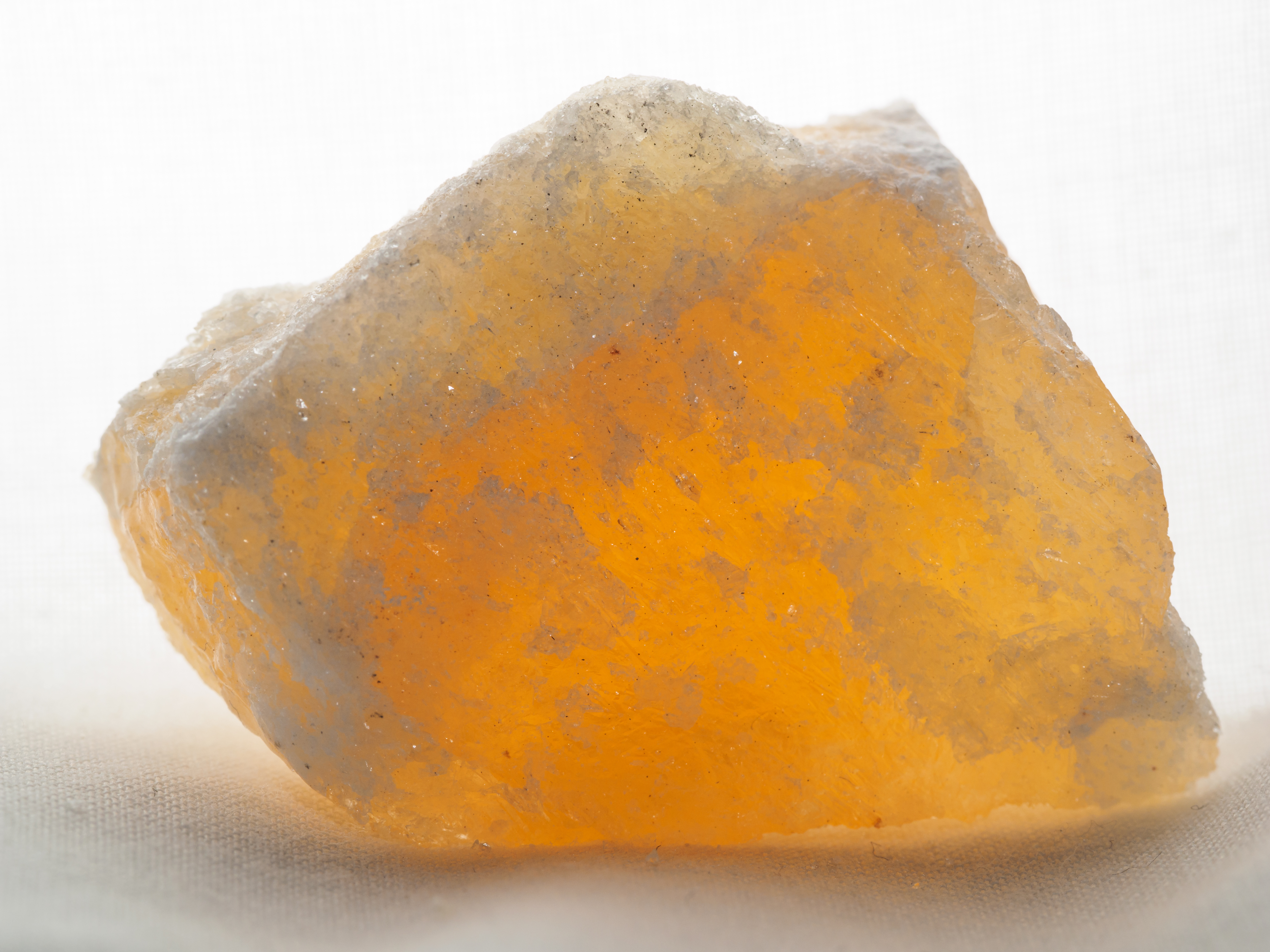
Calcite
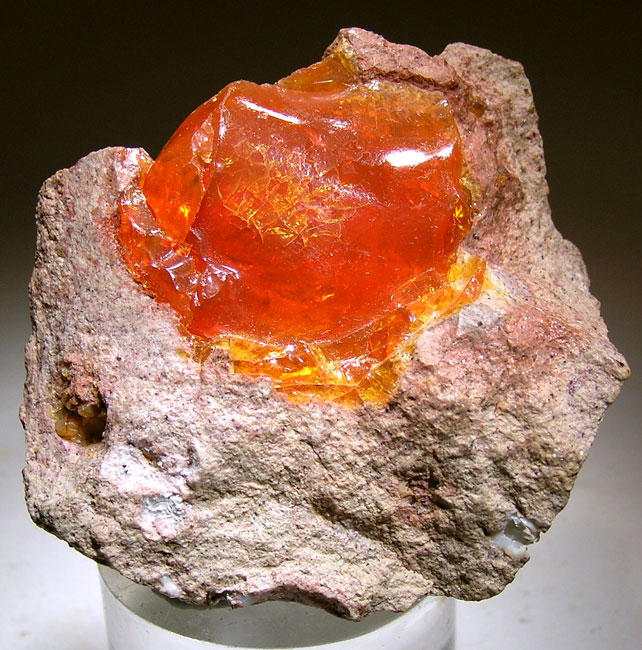
Opale

Nel mondo vegetale, l'arancione può indicare la presenza di carotenoidi, carotene o flavonoidi. L'arancione è il colore di molti agrumi (arance, mandarini, kumquat, ecc.), altri frutti, fiori, foglie (che assumono tipicamente questo colore in autunno, assieme al giallo e al marrone) e licheni.

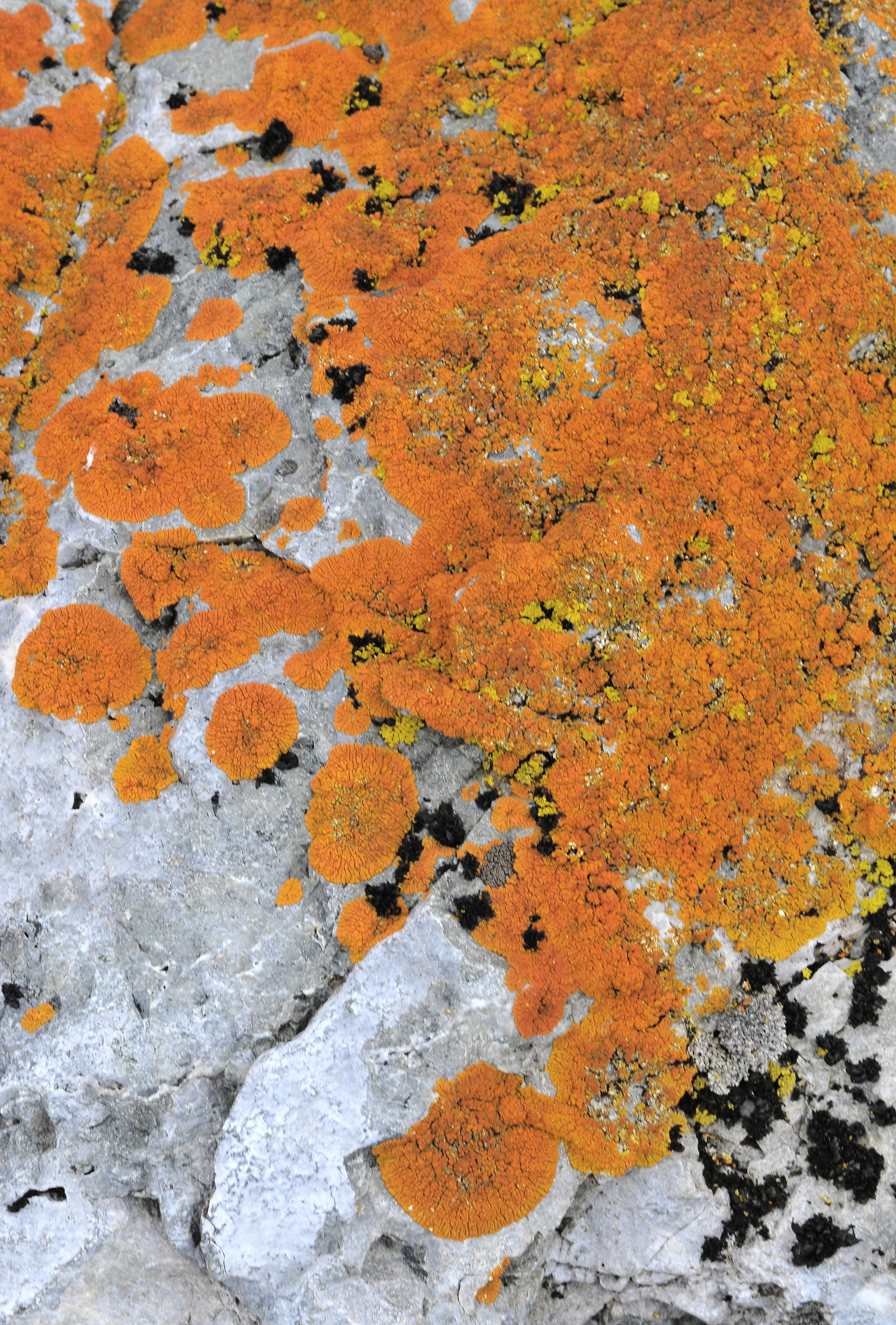
Licheni
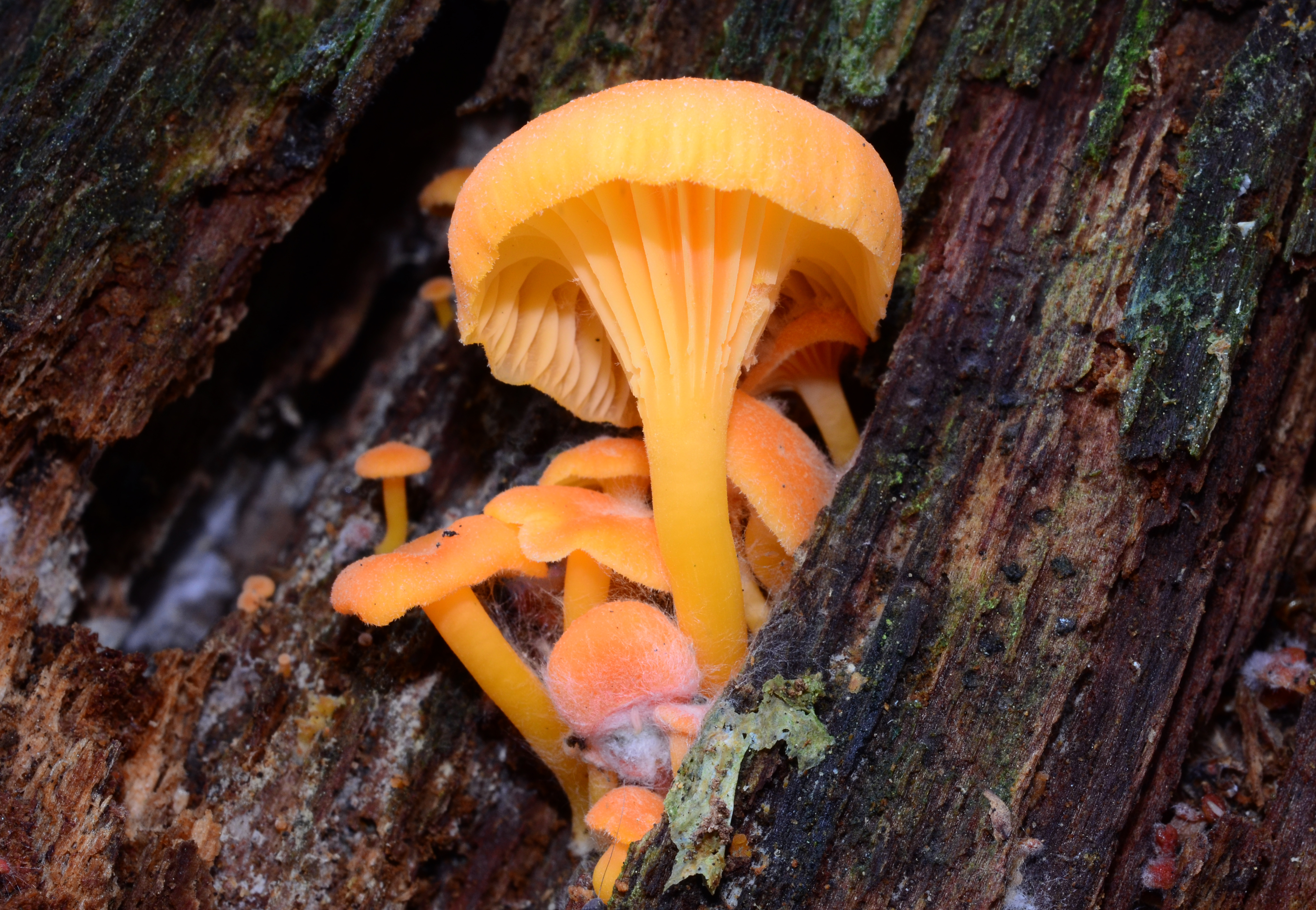
Chrysomphalina aurantiaca
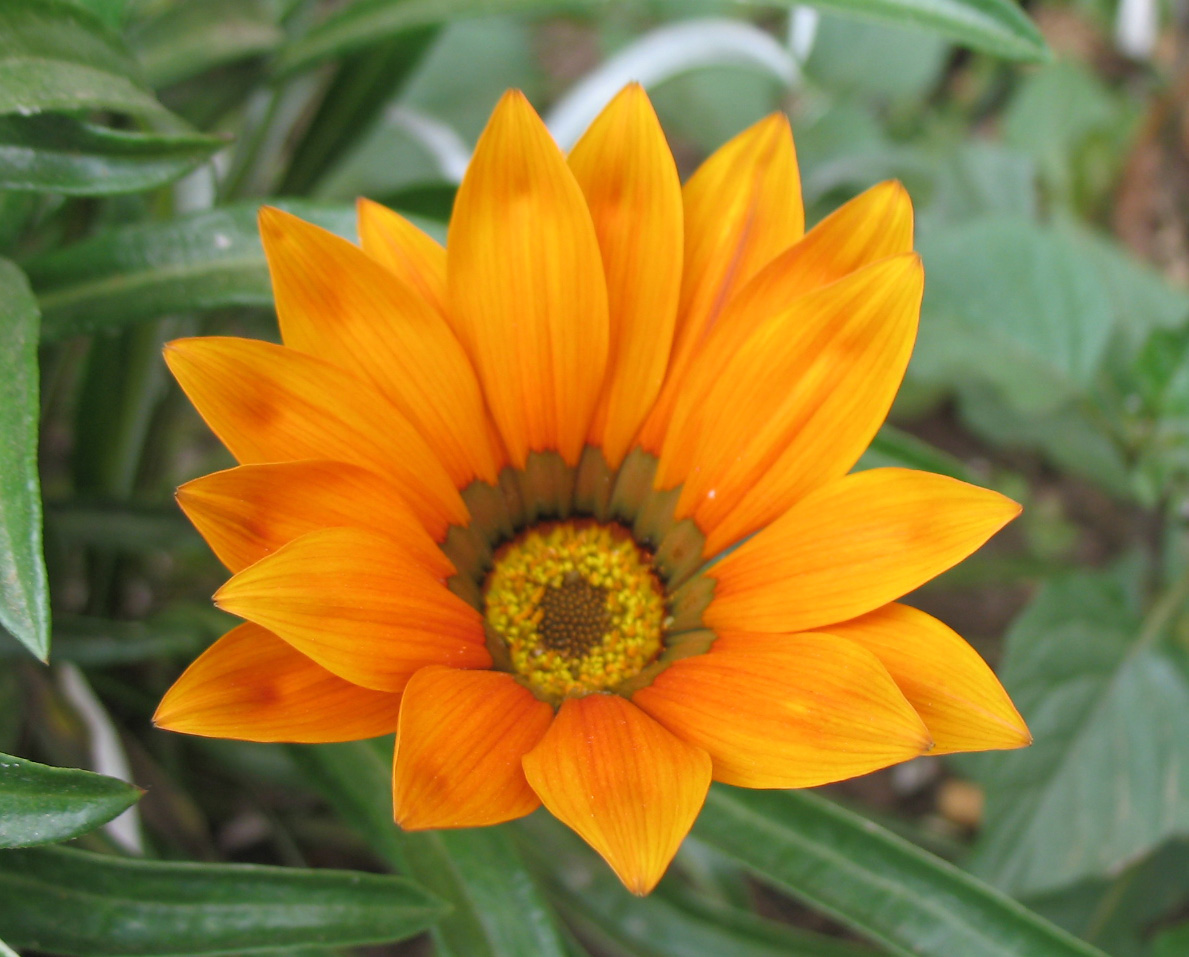
Gazania
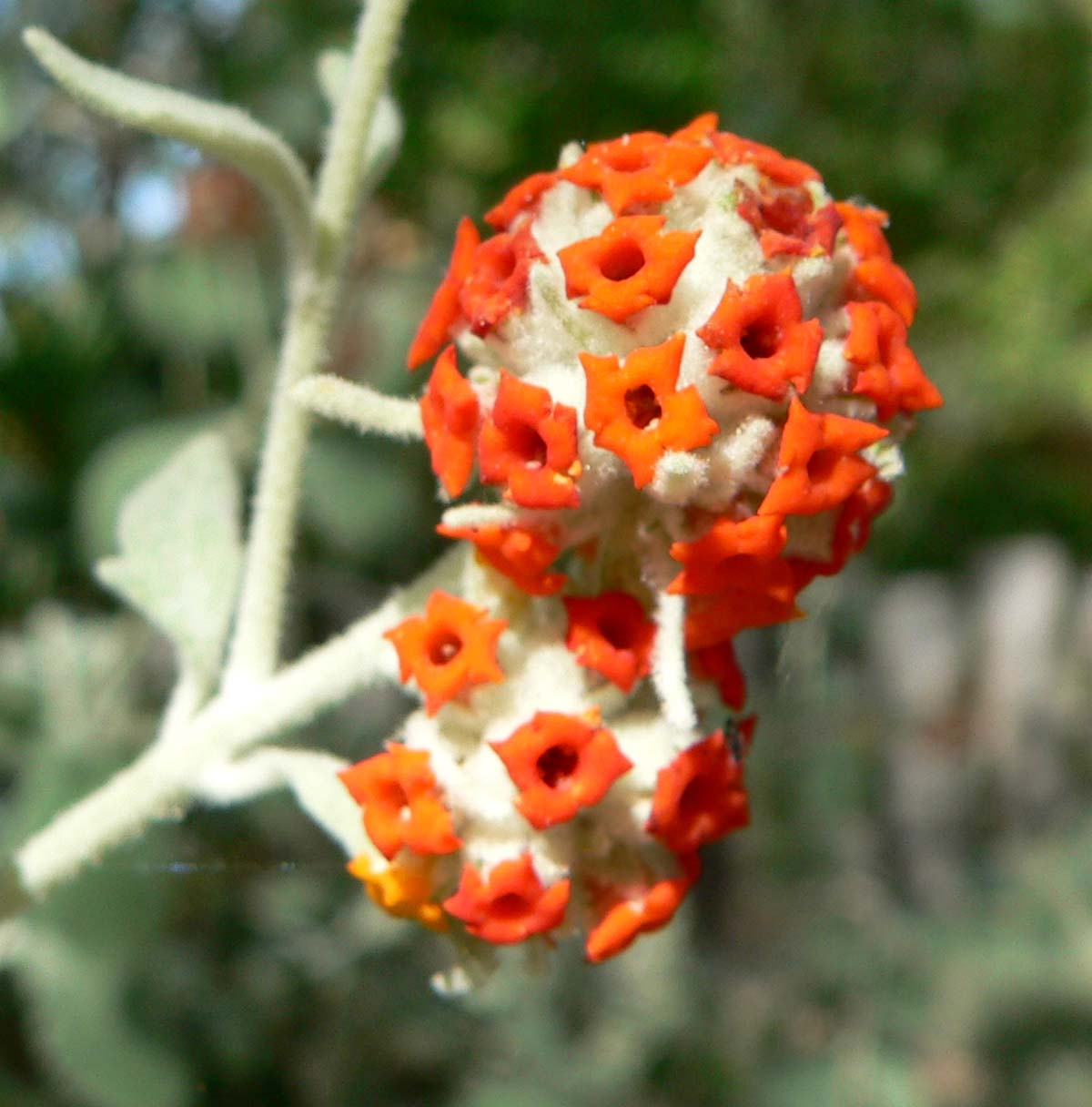
Buddleja marrubifolia
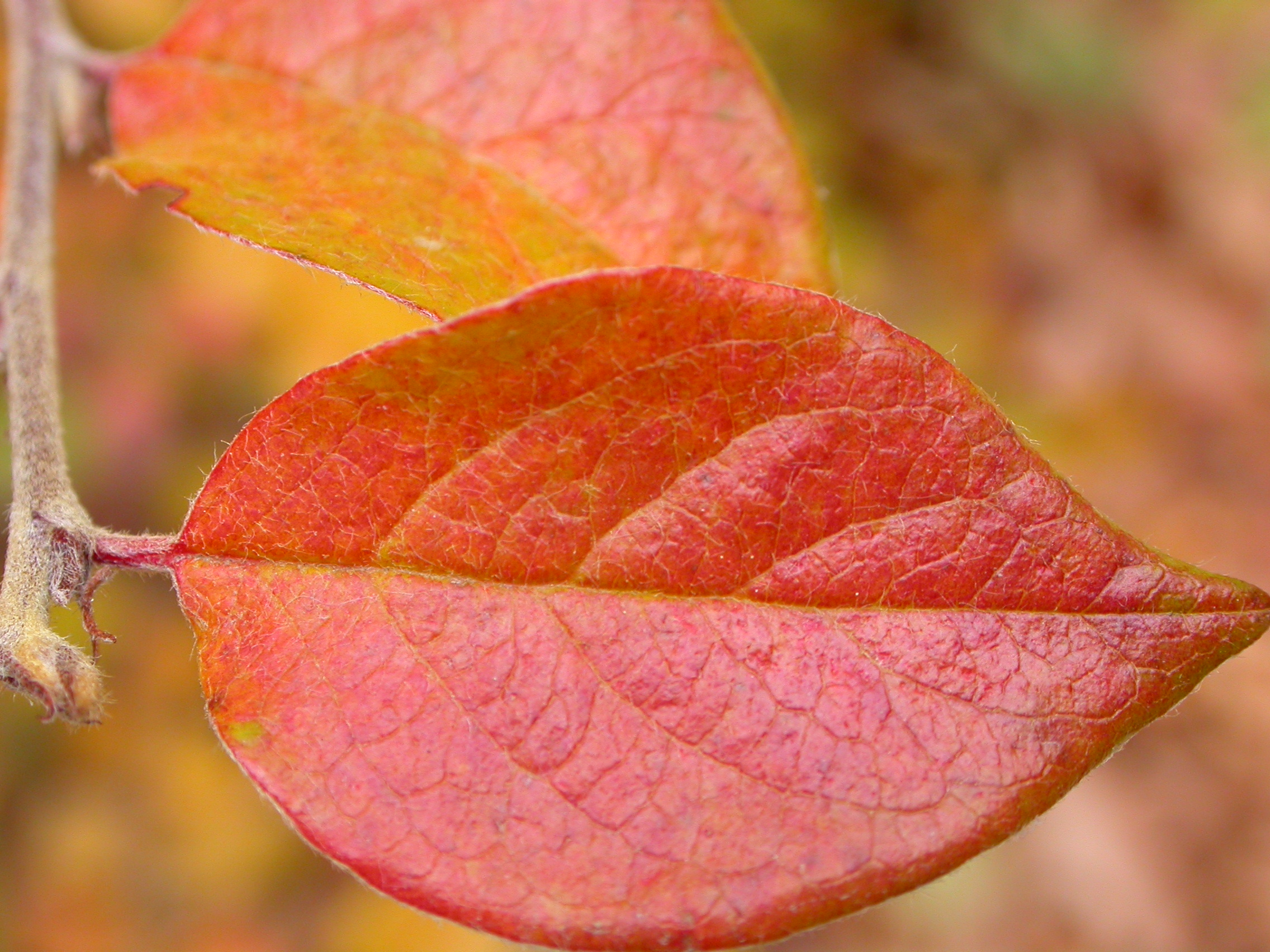
Cotoneaster lucidus
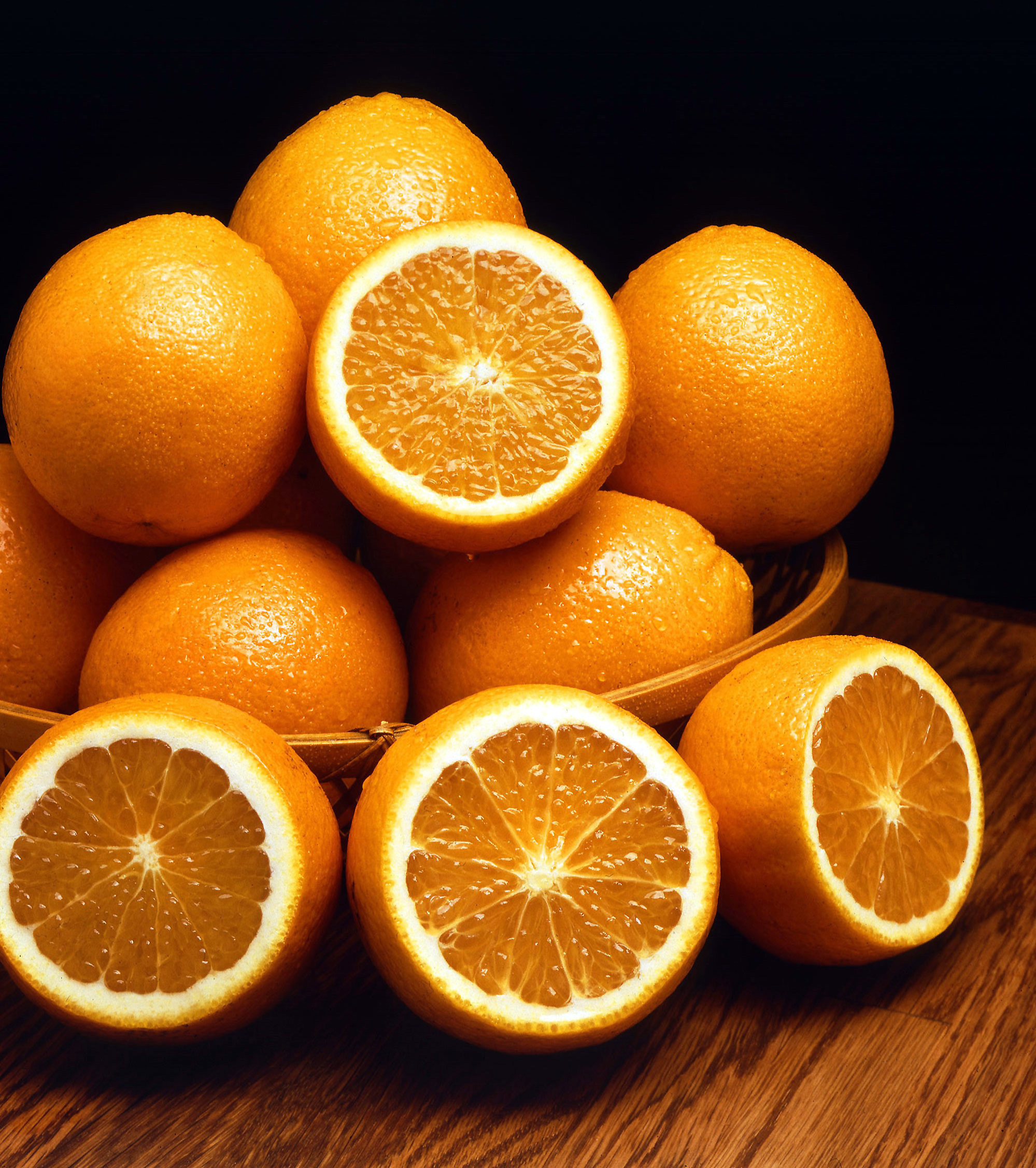
Alcune arance, frutti che danno il nome a questo colore
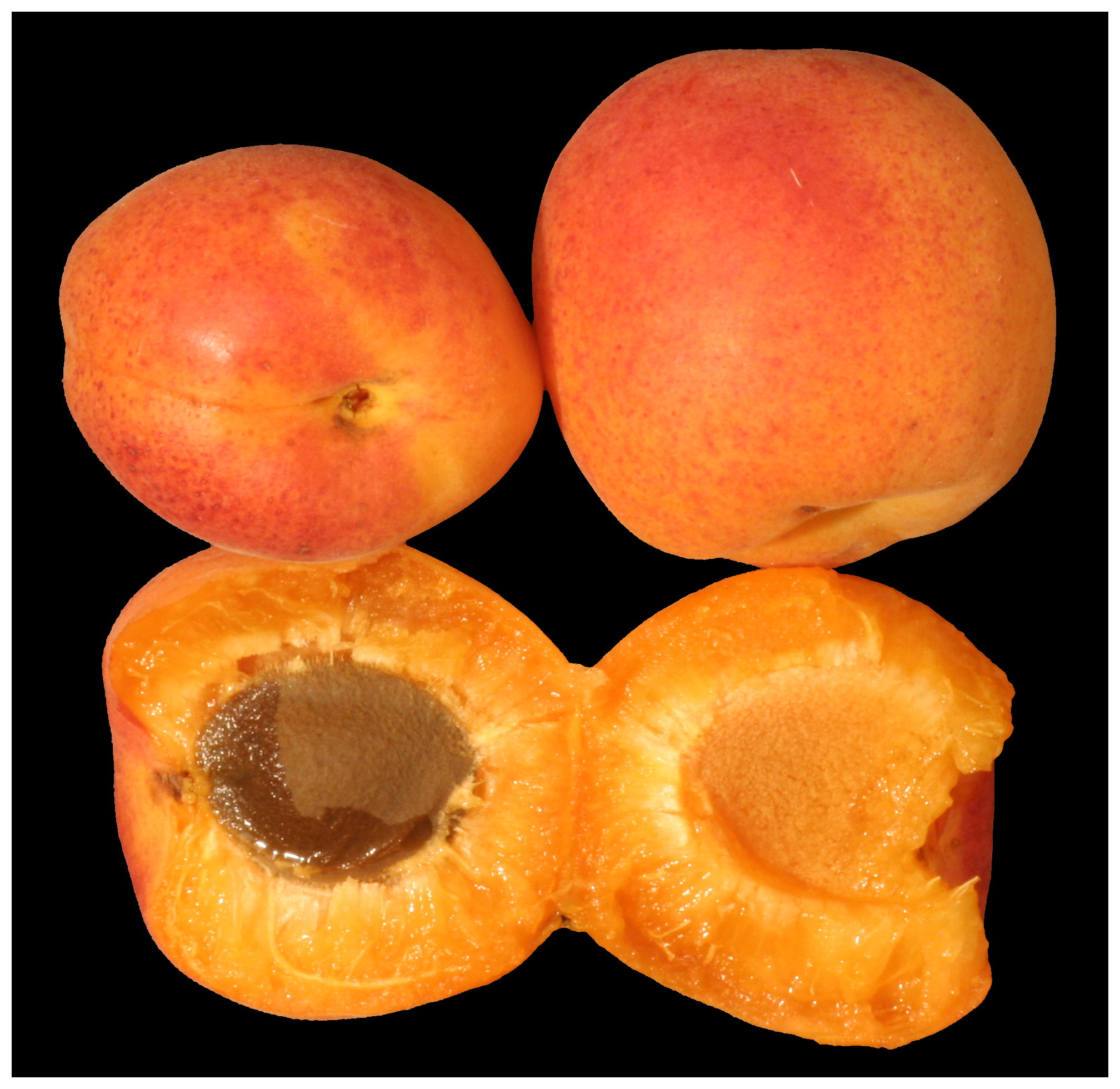
Albicocche
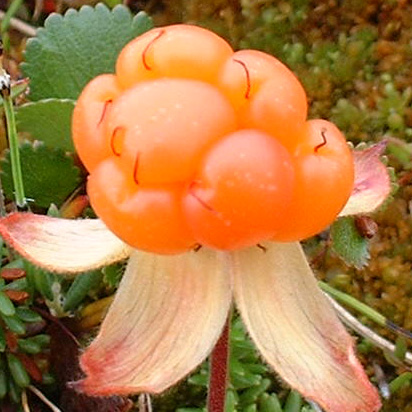
Rubus chamaemorus
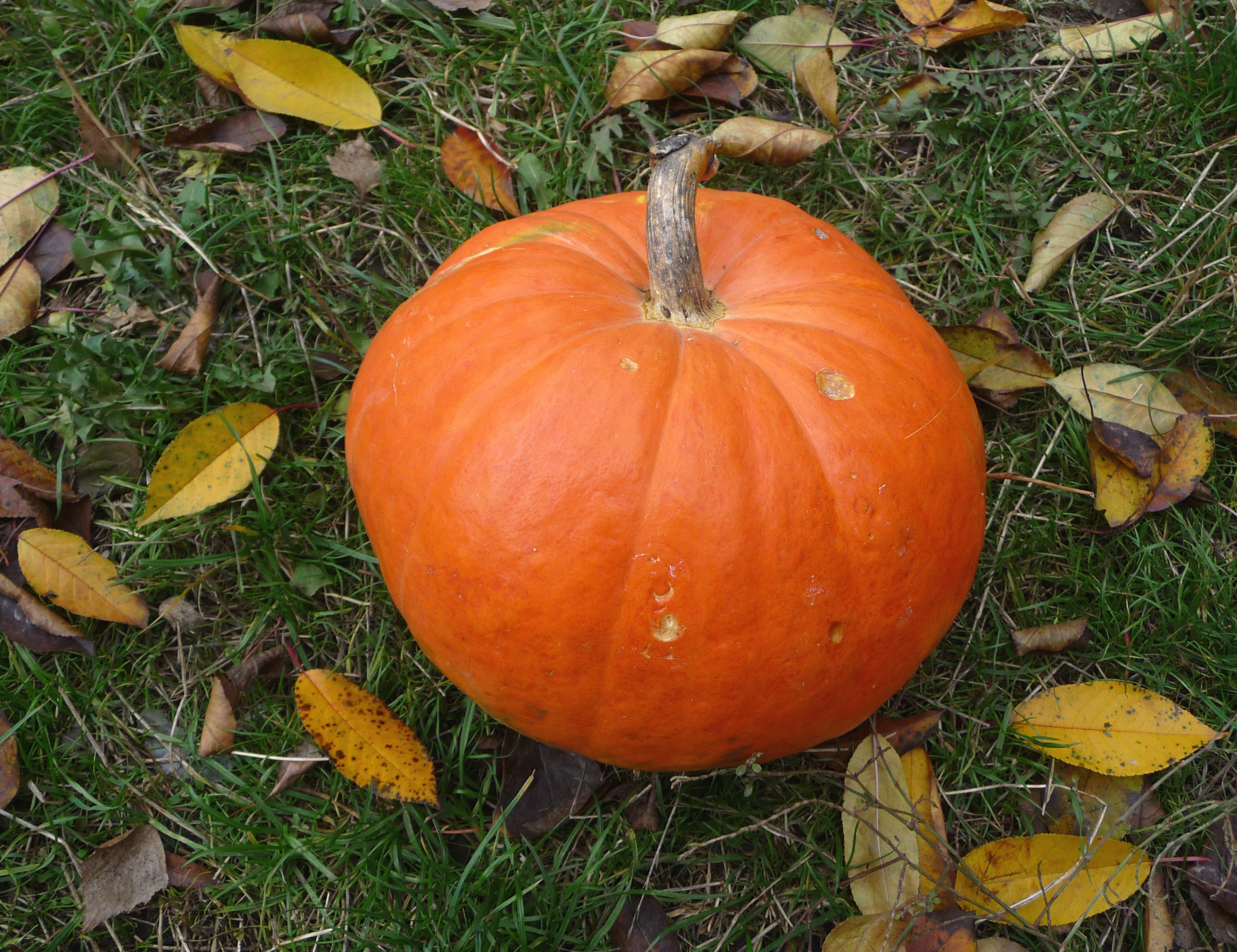
Cucurbita maxima
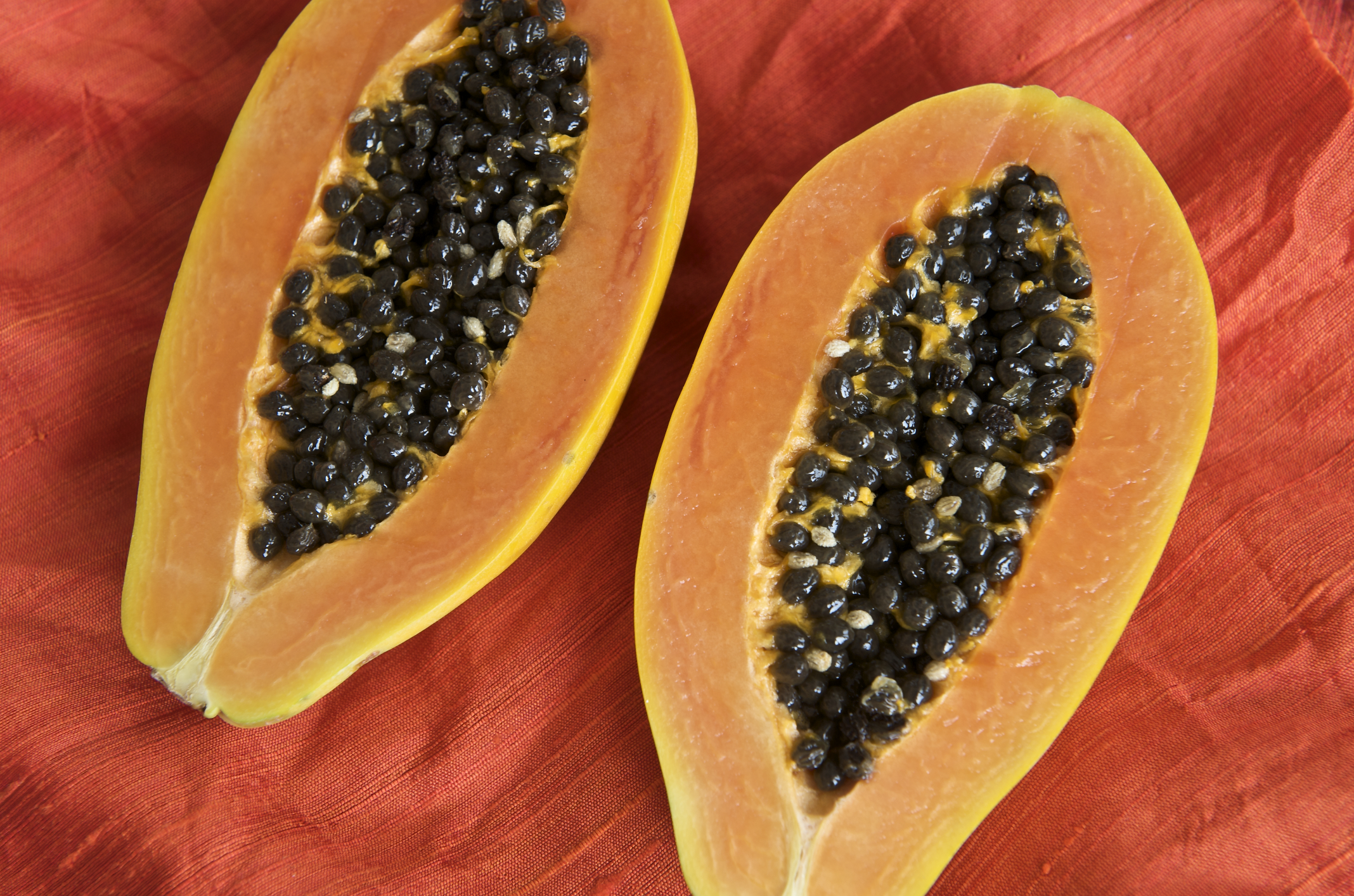
Papaya
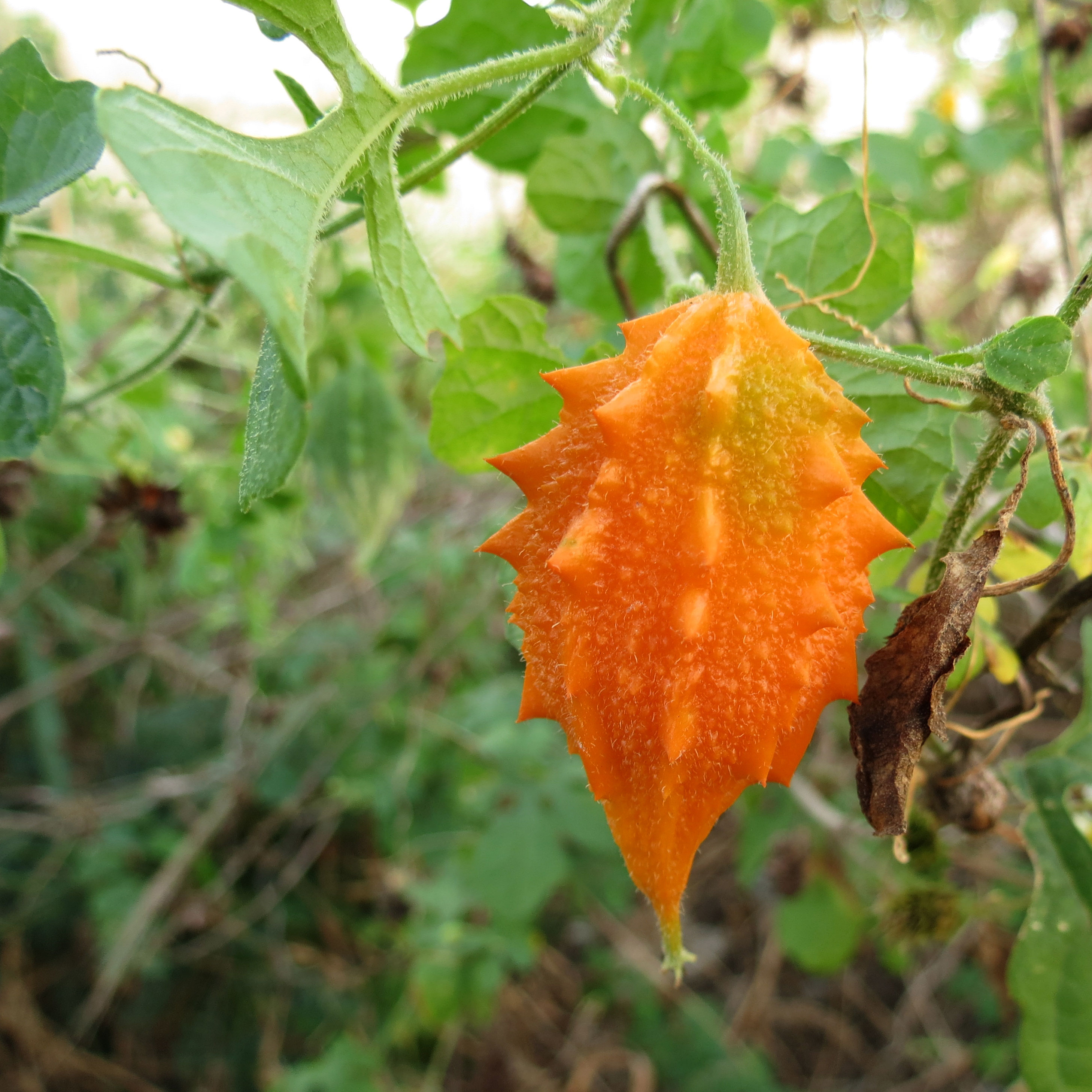
Momordica charantia

Il colore arancione è presente in molte specie acquatiche (tra cui pesci e molluschi), negli insetti e nel piumaggio di alcuni uccelli (come la Rupicola peruviana) e rettili (Furcifer pardalis).

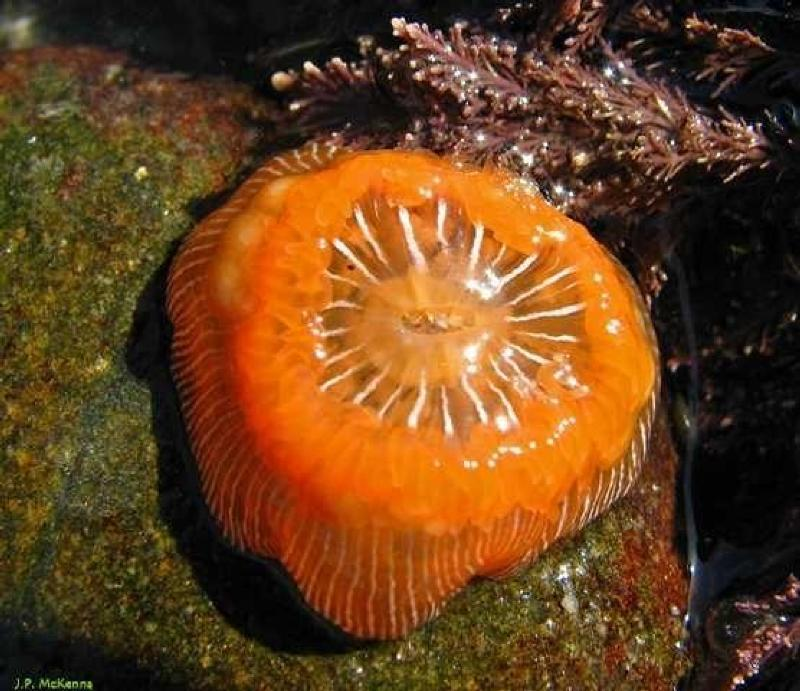
Epiactis prolifera
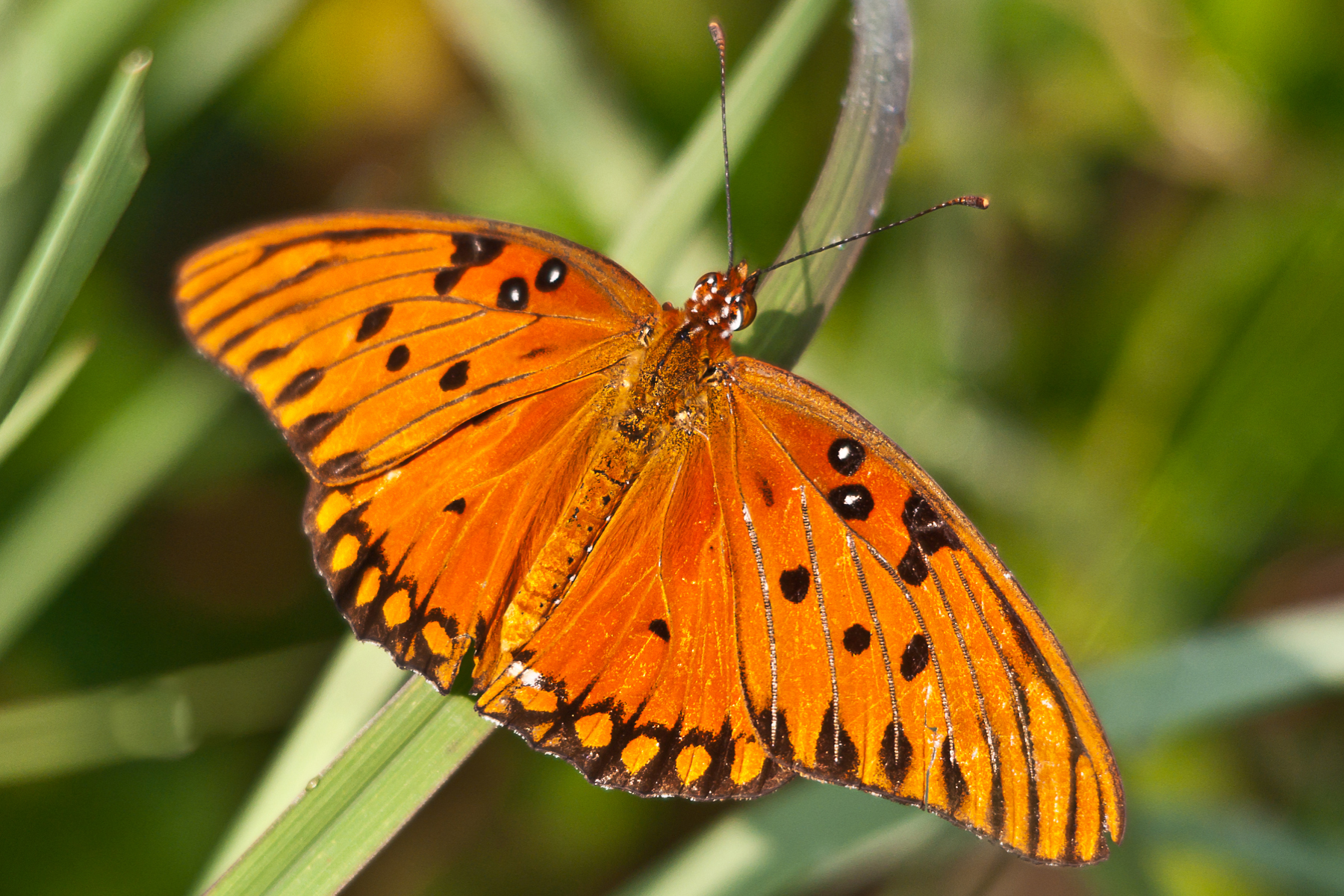
Agraulis vanillae
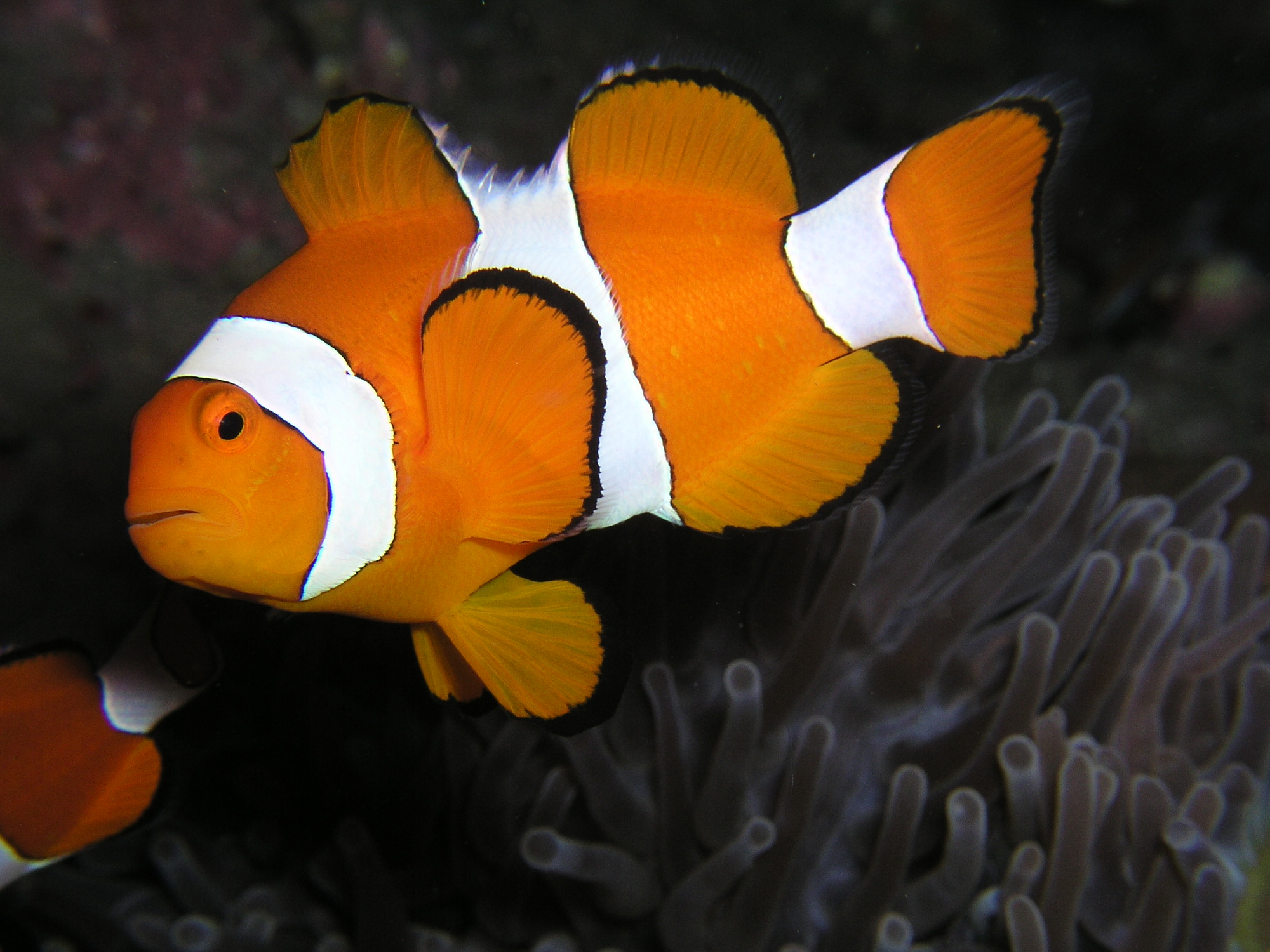
Amphiprion ocellaris
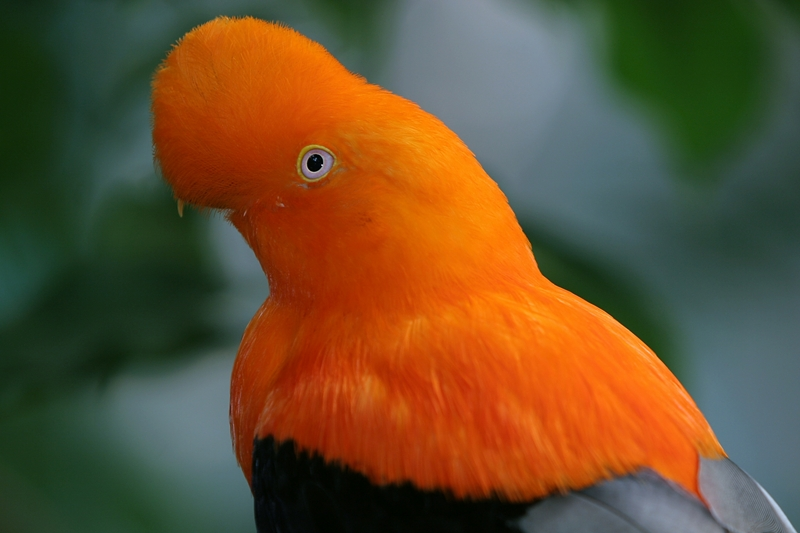
Rupicola peruviana
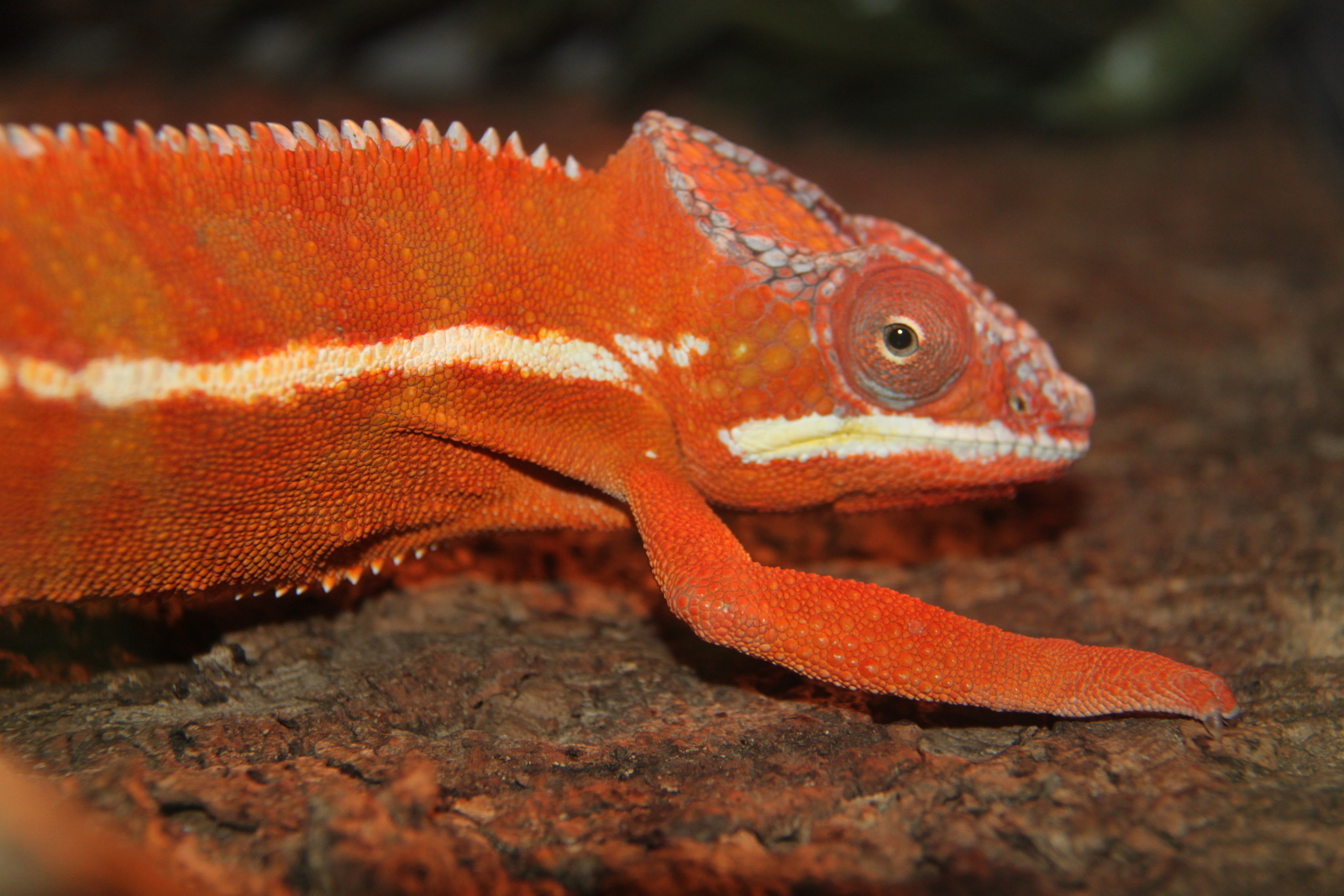
Furcifer pardalis

## Percezione

### Negli esseri umani

Risposta dei coni a ciascuna lunghezza d'onda dello spettro visivo. Il campo dellarancione è coinvolto dai coni di tipo M e L, mentre i coni di tipo S non sono sensibili all'arancione.

Negli esseri umani, il colore arancione viene percepito attraverso dei coni (che sono delle cellule fotorecettrici presenti sulla retina dell'occhio) appositamente deputati a distinguere i colori. Esistono tre tipi di coni nell'occhio umano: S, M e L. Ciascuno di questi tipi percepisce un particolare intervallo di colori e la percezione dei singoli colori nasce dalla combinazione dei diversi stimoli. In particolare il colore arancione è associato a una stimolazione dei coni L maggiore rispetto alla stimolazione dei coni M (mentre i coni S non sono stimolati dall'arancione).

### Negli animali
La percezione del colore arancione è differente tra gli esseri umani e gli animali. Ad esempio, i cervi vedono il colore arancione meno saturato, come se fosse un marrone o un grigio.
I ragni, potendo percepire solo il colore verde e colori nell'ultravioletto, non percepiscono il colore arancione. Anche le tigri non percepiscono il colore arancione: invece, per le tigri, l'arancione è verde.

### Nella tecnologia laser

Lunghezze d'onda associate ai diversi tipi di laser commerciali

## Colorazione

### In chimica analitica
Nel saggio alla fiamma, una fiamma di colore arancione può indicare la presenza di calcio o sodio.
Nell'indicatore universale, il colore arancione denota una soluzione con pH moderatamente acido.

## Codifica
Nell'ambito dell'elettronica, prima dell'avvento degli schermi a colore, l'arancione non poteva essere visualizzato attraverso gli schermi in bianco e nero. A partire dall'introduzione delle tecniche di cinematografia a colori (come il processo Kinemacolor del 1908 e il successivo Technicolor del 1916), è stato possibile visualizzare nello stesso schermo elettronico diverse sfumature di colori, tra cui anche l'arancione, utilizzando diverse codifiche del colore, tra cui quelle indicate di seguito.

### RGB

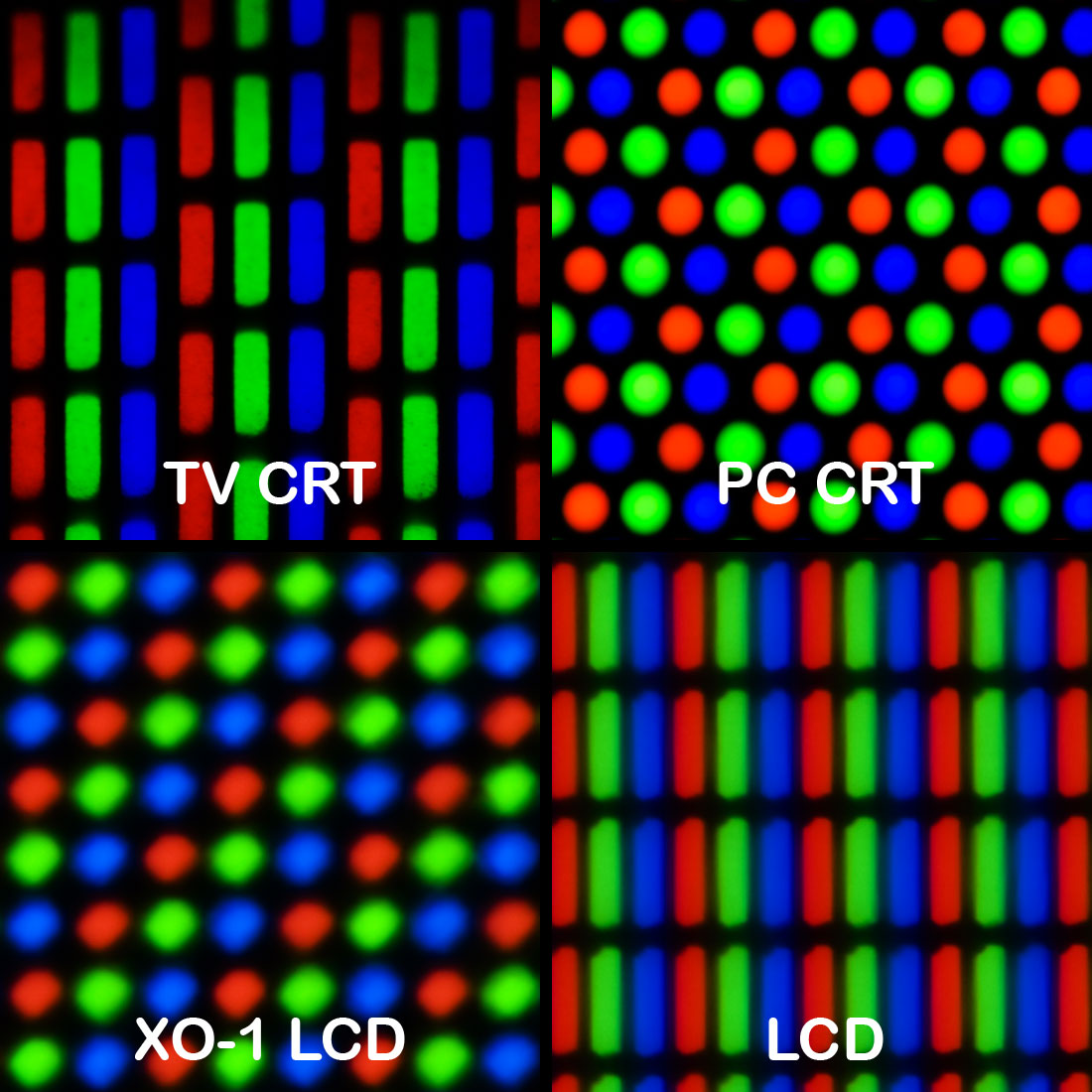

Nella codifica RGB essendo ottenuto dalla combinazione del giallo e del rosso, che sono rispettivamente rappresentati dai codici (255; 255; 0) e (255; 0; 0), il codice dell'arancione è dato dalla terna i cui valori sono la media dei valori delle terne del rosso e del giallo, ovvero (255; 128; 0), ovvero con il valore massimo (255) della componente rossa, il valore medio (128) della componente verde e un valore nullo (0) della componente blu. Tale combinazione nel sistema numerico esadecimale (HEX) corrisponde al valore #FF8000 (utilizzato ad esempio nel linguaggio HTML per identificare il colore arancione). In realtà, la media tra i valori 0 e 255 è 127,5, ma siccome nella codifica RGB si usano solo interi, tale valore è arrotondato convenzionalmente per eccesso a 128. A livello teorico, quindi, l'arancione "puro" è un colore intermedio tra il colore rappresentato dalla terna (255; 127; 0) e il colore rappresentato dalla terna (255; 128; 0), che dal punto di vista pratico sono due colori quasi indistinguibili dall'occhio umano, per cui non si commette un grosso errore a definire l'arancione "puro" come il colore rappresentato dalla terna (255; 128; 0).
Gli schermi che si basano sulla codifica RGB hanno tre tipi di pixel: rossi, verdi e blu, aventi una forma e una disposizione differente a seconda dello specifico tipo di schermo (ad esempio TV CRT, PC CRT o LCD); la visualizzazione del colore "arancione" corrisponde dunque all'accensione dei pixel di colore rosso al 100% e all'accensione dei pixel di colore verde al 50%, mentre la visualizzazione di varianti del colore arancione corrisponde a una combinazione dei tre tipi di pixel con valori prossimi ai valori dell'arancione "puro".

### CMYK
0, 89, 225, 0

### HSV
Nella codifica HSV (tonalità, saturazione e valore), la tonalità del colore arancione è associata ad un angolo di 30°, per cui il colore arancione è rappresentato dalla terna (30°; 100%; 100%), dove la saturazione e il valore del colore sono entrambi al loro valore massimo (100%).

### HSL
Nella codifica HSL (tonalità, saturazione e luminosità), la tonalità del colore arancione è associata ad un angolo di 30°, per cui il colore arancione è rappresentato dalla terna (30°; 100%; 50%), dove la saturazione del colore è al loro valore massimo (100%), mentre la luminosità è al valore medio (50%).

## Combinazioni con altri colori
Nell'ambito del web, miscelando attraverso miscelazione sottrattiva il colore "arancione" (inteso come colore la cui codifica esadecimale è #FF8000) con altri colori, si ottengono le seguenti combinazioni:
| Arancione (#FF8000) | + | Bianco (#FFFFFF) | = | Albicocca (#FFC080)     |
| Arancione (#FF8000) | + | Nero (#000000)   | = | Marrone (#804000)       |
| Arancione (#FF8000) | + | Rosso (#FF0000)  | = | Rosso-arancio (#FF4000) |
| Arancione (#FF8000) | + | Blu (#0000FF)    | = | Viola (#804080)         |
| Arancione (#FF8000) | + | Verde (#00FF00)  | = | Verde (#80C000)         |
| Arancione (#FF8000) | + | Giallo (#FFFF00) | = | Oro (#FFC000)           |

Le combinazioni della tabella precedente sono valide solo "a video" e i colori risultanti sono ottenuti a partire dal codice del colore, ovvero attraverso un procedimento matematico da cui si ottiene il codice del colore che è la combinazione "teorica" dei primi due colori.
Nel caso della pittura, della stampa e in altri ambiti in cui il colore arancione non è ottenuto su uno schermo elettronico, bensì attraverso l'utilizzo di un pigmento o colorante, il colore che ne risulta può essere più o meno differente a seconda delle sostanze utilizzate, dal supporto e della proporzione dei due colori iniziali.
La miscelazione dell'arancione con gli altri colori fornisce dei risultati differenti da quelli indicati sopra nel caso in cui si utilizzino tecniche di miscelazione additiva (ad esempio combinando tra loro due fasci di luce di due colori).

## Simbolismo

### In psicologia
Dal punto di vista psicologico, l'arancione è associato all'umore allegro, all'espansività, al carattere spiritoso ed estroverso.

### Nell'arte
Il colore arancione è stato tra i più utilizzati dal pittore olandese Vincent Van Gogh, il quale lo ha utilizzato nell sue tele per dare maggiore espressione agli elementi naturali come fiori, campi coltivati, stelle.

### In politica, araldica e vessillologia
- Nell'araldica, l'arancione denota forza, onore e generosità. Il suo impiego come colore araldico è relativamente raro.
- L'arancione è il colore nazionale dei Paesi Bassi, dal momento che la famiglia reale trae le sue origini dal principato di Orange-Nassau. Nella moderna bandiera dei Paesi Bassi, il rosso sostituisce l'originale arancione.
- L'arancione è stato utilizzato come colore di bandiera dai coloni ebrei nella Striscia di Gaza durante le operazioni di ritiro degli insediamenti voluta da Ariel Sharon nel 2005.
- In politica l'arancione è divenuto simbolo della "rivoluzione" pacifica di Viktor Juščenko in Ucraina.
- Sempre nell’ambito della politica, l’arancione costituisce il colore di alcune organizzazioni italiane come il Partito Democratico e la sua organizzazione giovanile, i Giovani Democratici, e anche il partito Cambiamo!, guidato dal Presidente della Liguria Giovanni Toti.

### Festività e religione
- L'arancione indica il Protestantesimo nell'Irlanda del Nord e l'Induismo in India.
- I cristiani usavano un tempo questo colore come simbolo dei peccati di gola.
- Gli antichi romani utilizzavano questo colore per il tessuto degli abiti nuziali delle donne, poiché esso è un colore caldo, adatto quindi a simboleggiare l'unione dei sentimenti nel matrimonio.
- Nell'induismo indica la rinuncia ai beni materiali e l'ascetismo, ed è utilizzato in particolare per gli abiti dei sannyasi e dei brahmacharya; è utilizzato anche dai neo-sannyasi, i seguaci di Osho Rajneesh, per questo soprannominati gli arancioni.
- Il colore arancione è anche il colore del secondo Chakra.

### Nella segnaletica
- Poiché è il colore che più risalta con l'azzurro del cielo, una particolare tonalità detta "arancione fiamma" è spesso utilizzata per la segnaletica

### Nello sport

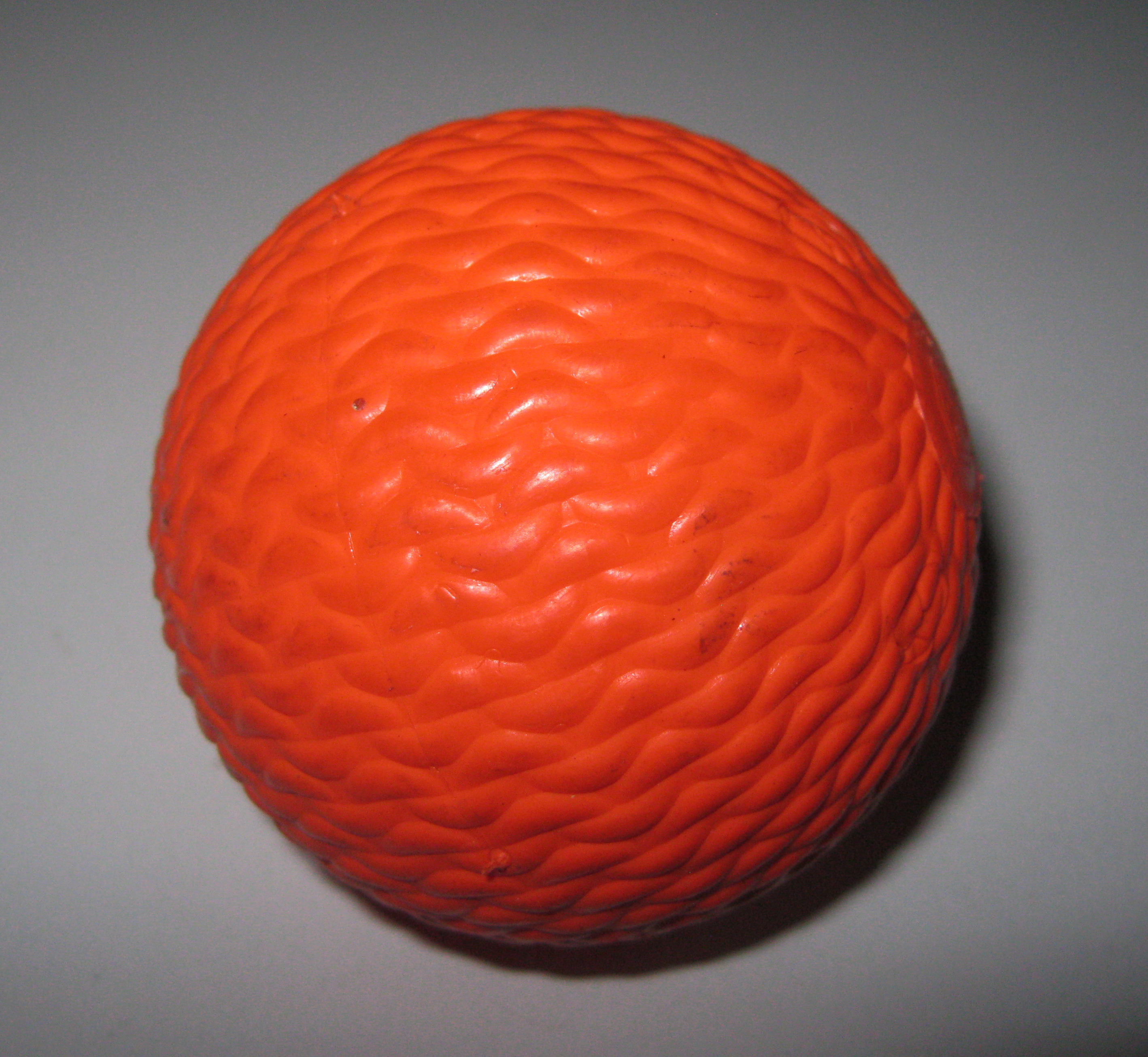
Palla di bandy

È il colore principale di molte squadre sportive nazionali. La nazionale di calcio dei Paesi Bassi è definita Oranje, il termine olandese per arancione.

### Nella cromoterapia
In cromoterapia aiuterebbe a rendere le persone più ottimiste, estroverse e spontanee. Inoltre, sarebbe utile per combattere la depressione.